# Nhóm dinh dưỡng chính

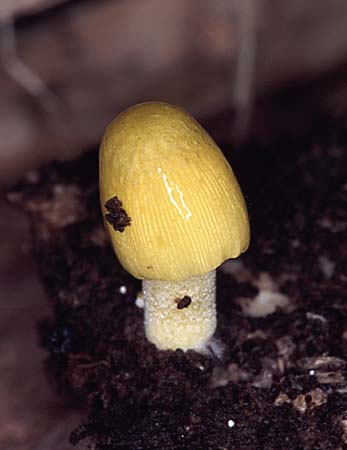
Nấm vàng

Nhóm dinh dưỡng chính là các nhóm sinh vật, được phân chia liên quan đến phương thức dinh dưỡng theo các nguồn năng lượng và cacbon cần cho hoạt động sống, sinh trưởng và sinh sản. Các nguồn năng lượng có thể là ánh sáng hoặc hợp chất hữu cơ hoặc vô cơ; nguồn cacbon có thể có nguồn gốc hữu cơ hoặc vô cơ.
Các thuật ngữ hô hấp hiếu khí, hô hấp kỵ khí và lên men không đề cập đến các nhóm dinh dưỡng chính, mà chỉ phản ánh việc sử dụng khác nhau của các chất nhận electron có thể trong các sinh vật cụ thể, như O2 trong hô hấp hiếu khí, hoặc nitrat (NO3−), sulfat (SO42−) hoặc fumarat trong hô hấp kỵ khí, hoặc các chất chuyển hóa trung gian khác nhau trong quá trình lên men. Bởi vì tất cả các bước tạo ATP trong quá trình lên men liên quan đến sự thay đổi của các chất chuyển hóa trung gian này mà không dùng chuỗi chuyền điện tử quá trình lên men thường được gọi là phosphoryl hóa mức cơ chất.